# Abbeytown

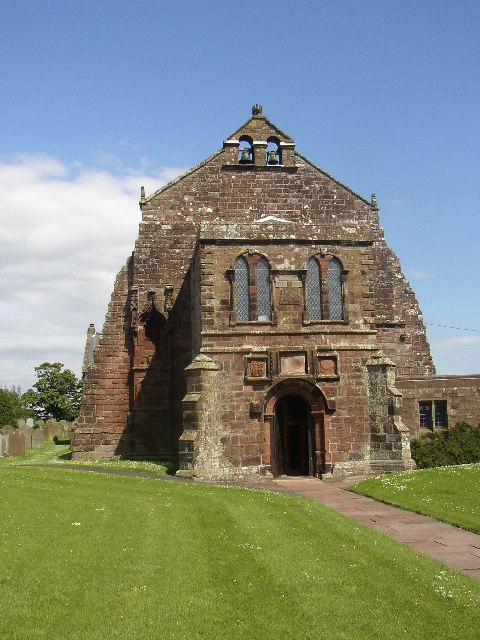
Abbeytown: l'abbazia di Holmcultram

Abbeytown, conosciuto anche come Holme Abbey o Abbey Holme, è un villaggio con status di parrocchia civile dell'Inghilterra nord-occidentale, facente parte della contea della Cumbria e del distretto di Allerdale. L'intera parrocchia civile conta una popolazione di circa 800 abitanti.
Fu uno dei villaggi più importanti del nord dell'Inghilterra tra il XII e il XVI secolo, per la presenza in loco di un'abbazia.

## Geografia fisica
Abbeytown si trova lungo il margine meridionale della Solway Coast AONB, a sud di Bowness-on-Solway, a pochi chilometri a sud-est di Silloth.

## Monumenti e luoghi d'interesse

### Architetture religiose

#### Abbazia di Holme Cultrum
Principale edificio di Abbeytown è l'ex abbazia cistercense di Holme Cultrum (o Holmcultrum), fondata nel 1150 da monaci provenienti dall'abbazia di Melrose. Con la dissoluzione dei monasteri nel 1538, l'edificio divenne una chiesa parrocchiale dedicata a Santa Maria e parte del materiale fu utilizzato per costruire degli edifici civili.

## Società

### Evoluzione demografica
Nel 2020, la popolazione della parrocchia civile di Abbeytown era stimata in 788 unità, in maggioranza (396) di sesso maschile.
La popolazione al di sotto dei 18 anni era stimata in 144 unità (di cui 88 erano i bambini al di sotto dei 10 anni), mentre la popolazione dai 65 anni in su era stimata in 175 unità (di cui 45 erano le persone dagli 80 anni in su).
La parrocchia civile di Abbeytown ha conosciuto un decremento demografico rispetto al 2011, quando la popolazione censita era pari a 819 unità, dato che però era in crescita rispetto al 2001, quando la popolazione censita era pari a 776 unità. Degli 819 abitanti del 2011, 809 erano nativi del Regno Unito.